# Sattel

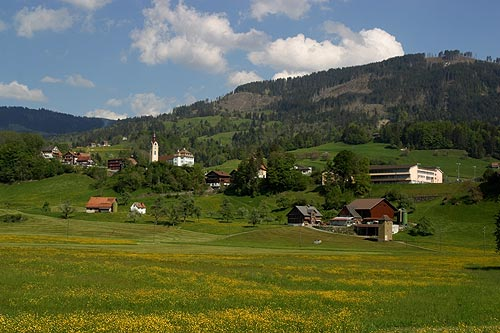
Sattel

Riemenstalden és un municipi del cantó de Schwyz, situat al districte de Schwyz.